# Gazoryctra ganna
Gazoryctra ganna is een vlinder uit de familie van de wortelboorders (Hepialidae). De wetenschappelijke naam van de soort is voor het eerst geldig gepubliceerd door Hübner in 1808.
De soort komt voor in Europa en in Siberië. De vleugelwijdte is 31-34 millimeter bij mannetjes en 37-40 mm bij vrouwtjes.